# Znaki szczególne (album)
Znaki szczególne – jedenasty album studyjny zespołu Maanam wydany w marcu 2004 nakładem wytwórni Kamiling Co i Pomaton EMI. Jest to w historii zespołu drugi album studyjny nagrany w nowym składzie (po raz pierwszy miało to miejsce przy nagrywaniu Sie ściemnia pod koniec lat 80-tych). Muzyka na nim zawarta to powrót do klasycznego brzmienia. Mimo tego nawrotu muzycznego album osiągnął podobnie niskie wyniki sprzedaży co poprzednik.
W 2017 roku album po raz pierwszy został wydany na płycie winylowej.

## Lista utworów
1. „Jak Ty to robisz” – 3:18
2. „To mi się śni” – 4:58
3. „Do kogo biegłam” – 3:55
4. „Ten cholerny deszcz” – 4:35
5. „Złota klatka – pa pa pa” – 3:32
6. „List z Batumi” – 4:19
7. „Znaki szczególne” – 3:29
8. „Trzy imiona” – 3:32
9. „Flotylla motorów” – 2:39
10. „Moje urodziny – Ósmy czerwca” – 4:18
11. „Kraków – Ocean wolnego czasu” – 3:57

## Skład
- Kora – śpiew
- Marek Jackowski – gitary
- Janusz Yanina Iwański – gitary
- Bogdan Wawrzynowicz – gitara basowa
- Cezary Kaźmierczak – instrumenty klawiszowe, Hammond, sampler
- Jose Manuel Alban Juarez – perkusja